# Slingsby Falcon
Die Slingsby Type 1 (T.1) Falcon war ein Segelflugzeug des britischen Herstellers Slingsby Sailplanes, Scarborough aus den 1930er Jahren. Die einsitzige Falcon sollte vor allem für den Schulungsbetrieb eingesetzt werden.

## Geschichte
Die Produktion des Falcon geht zurück auf einen Besuch des deutschen Segelflugpioniers Günther Groenhoff im Winter 1930/31 in Scarborough beim 1930 von Frederick N. Slingsby und einigen seiner Freunde gegründeten Segelflugverein (Scarborough Gliding Club). Slingsby war Teilhaber in einer holzverarbeitenden Firma, die neben der Möbelherstellung sich auch der Reparatur von Segelflugzeugen zuwandte. Auf den Rat von Groenhoff hin, entschied sich Slingsby dafür die vorhandenen, aus Deutschland importierten Prüfling-Schulflugzeuge durch einen Nachbau des 1929 von Alexander Lippisch entworfenen Falke der Rhön-Rossitten-Gesellschaft (RRG) zu ersetzen.
Einen Falken gab es in England bereits, der aber nur zu Werbezwecken von der J. Lyons Tee-Gesellschaft eingesetzt wurde. Slingsby stellte seinen Falken im Frühling 1931 fertig, nach seinen Angaben wurden hierfür etwa 800 Mannstunden aufgewendet. Das lediglich mit einem Klarlackanstrich versehene Flugzeug wurde auf den Namen British Falcon getauft.
Den Erstflug führte Slingsby in Levisham Moors durch, Schulkinder zogen dabei das Startseil. Beim zweiten Flug stürzte ein anderer Pilot mit der Falcon ab, die aber wieder aufgebaut werden konnte. Danach tourte Slingsby mit dem Flugzeug auf der Suche nach geeigneten Segelfluggebieten durch England und nahm auch 1932 erfolgreich an den National Championships in der Nähe von Askam-in-Furness (Cumbria) teil. Die Falcon war eines von sieben teilnehmenden Flugzeugen und flog insgesamt fast sieben Stunden bei dem fünftägigen Treffen. Mungo Buxton lieh sich das Flugzeug zum Aufstellen eines neuen britischen Streckenrekordes mit einem 20-km-Flug nach Lake Coniston. Zum Vergleich: bei den deutschen Meisterschaftsflügen im gleichen Jahr wurden Strecken von 150 km erflogen.
Ende 1932 kündigte Slingsby an, dass er zu einem Preis von 95 £ die Falcon herstellen könnte. Die zweite Falcon wurde dann im Auftrag von Espin Hardwick, einem Börsenmakler, gebaut. Die Falcon 2 (auch Type 2 oder T.2), die sich nur durch abgerundete Tragflächenenden und einer vollständigen Sperrholzbeplankung des Rumpfes vom Type 1 unterschied, hatten ihren Erstflug im Oktober 1933. Slingsby entschied sich dann 1934 für die Aufgabe seiner Möbelschreinerei und widmete sich unter dem Namen Slingsby Sailplanes, Scarborough vollständig dem Bau von Segelflugzeugen. Verbunden war dies mit einem vorübergehenden Umzug in die ehemaligen Straßenbahnschuppen der Scarborough Corporation.
In den folgenden Jahren wurden noch acht weitere Falcon 1 hergestellt. Hiervon mussten noch vor dem Zweiten Weltkrieg infolge von Unfällen drei Exemplare, einschließlich des Prototyps abgeschrieben werden. Die verbleibenden Flugzeuge wurden vom Air Training Corps (ATC) zwangsverpflichtet, wobei während des Schulbetriebs weitere Exemplare zu Bruch gingen.

## Verbleib
Eine Falcon wurde noch während des Krieges wieder aufgebaut und erhielt einen Flugbootrumpf und war damit 1943 in der Lage vom Lake Windermere zu starten. Das Flugzeug befindet sich heute im Windermere Steamboat Museum.
Ein Original-Falke, der in den Schweizer Alpen aus einem Bergbahnschuppen geborgen werden konnte, wurde in Deutschland restauriert und ist im Deutschen Segelflugmuseum mit Modellflug zu besichtigen. Eine große Zahl von Original-Blaupausen der Falcon wurden von Norman Ellison 1978 im Bürogebäude von Slingsby in Kirbymoorside (heute: Kirkbymoorside) entdeckt und 1984 bis 1985 für einen originalgetreuen flugtauglichen Nachbau des Type 1 verwendet. Der erste Flug fand 1986 statt. Das Flugzeug ist heute Teil der Russavia Sammlung.

## Konstruktion
Die Falcon hatte einen hexagonalen Querschnitt und bestand aus einem hölzernen Gerüst, das aus sechs gebogenen Longerons, Kreuzrahmen und diagonalen Aussteifungen zusammengesetzt war.
Der Rumpfbug war sperrholzbeplankt, während der Bereich hinter dem Cockpit stoffbespannt war. Das Fahrwerk bestand aus einer gummigefederten Kufe und einem Hecksporn, unter der Nase war ein offener Haken für den damals gebräuchlichen Gummiseilstart vorgesehen.
Während das Leitwerk einen einfachen Aufbau aufwies, war die Tragfläche sehr kompliziert aufgebaut. Die zwei um 12,5° gepfeilten Kastenholme hatten einen zusammengesetzten Querschnitt mit oberen und unteren Gurten aus Kiefernholz, die Stege (Seitenwände) bestanden aus Sperrholz. Das Innere der Holme war mit sich überkreuzenden Streben ausgesteift. Die Tragflächen wiesen einen leichten „Möwen“knick auf, der zwar die Herstellung deutlich schwieriger machte, aber keinen messbaren Einfluss auf die Flugqualitäten hatte. Bei den ebenfalls schwierig herzustellenden Tragflächenrippen, die auch die Zugspannungen aus der Stoffbespannung aufnehmen mussten, waren nur wenige Exemplare, bedingt durch den ungleichmäßigen Flächengrundriss exakt gleich.
Die Tragfläche war auf einem Rumpfpylon und zwei senkrechten Streben (cabane struts) angebracht und mit V-Streben zum Rumpf abgestrebt.

## Technische Daten
| Kenngröße            | Daten                     |
| -------------------- | ------------------------- |
| Besatzung            | 1                         |
| Länge                | 5,26 m                    |
| Spannweite           | 12,60 m                   |
| Flügelfläche         | 18,48 m²                  |
| Flügelstreckung      | 8,6                       |
| Leermasse            | 141 kg                    |
| max. Startmasse      | 231 kg                    |
| Profil an der Wurzel | Göttingen 535 modifiziert |